# Setopus primus
Setopus primus is een buikharige uit de familie Dasydytidae. Het dier komt uit het geslacht Setopus. Setopus primus werd in 1908 voor het eerst wetenschappelijk beschreven door Grünspan. 